# Gymnopilus longisporus
Gymnopilus longisporus là một loài nấm thuộc họ Cortinariaceae.